# China Airlines
China Airlines  (CAL; Em chinês: 中華航空; pinyin: Zhōnghuá Hángkōng)  é a Transportadora de bandeira estatal de Taiwan com sede em Dayuan Township. Tem destinos na Ásia, América do Norte, Europa e Pacífico.

## História

### Formação e primeiros anos (1959-1970)

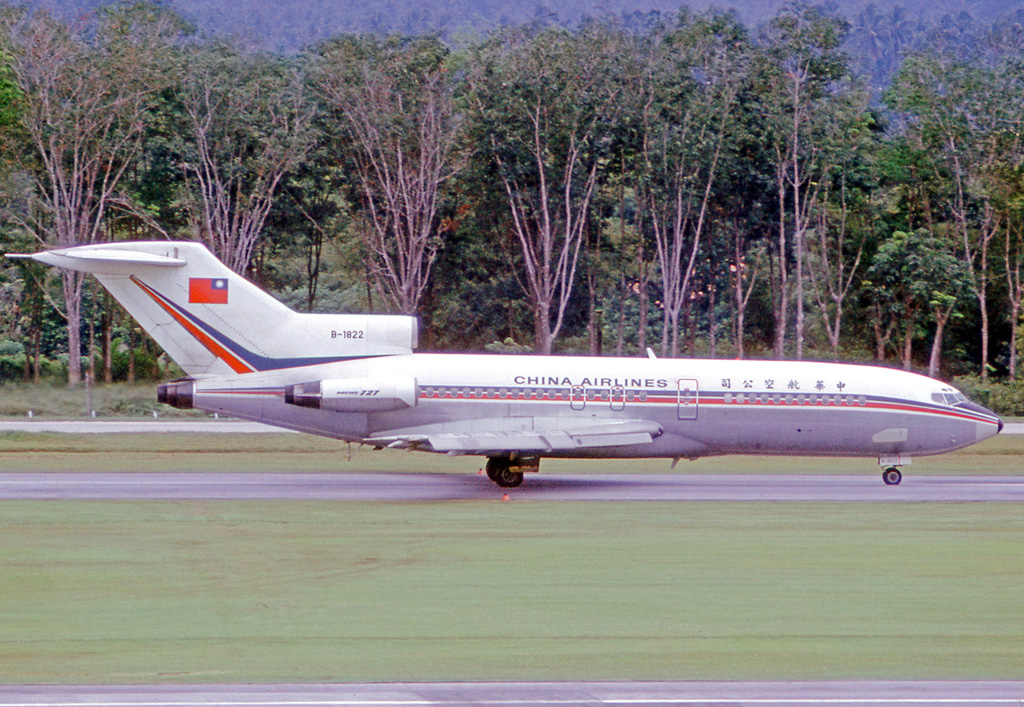
Boeing 727de China Airlines no Aeroporto Internacional de Singapore (Paya Lebar) em 1974.

Com uma frota de dois anfíbios PBY, a China Airlines foi fundada em 16 de dezembro de 1959, com suas ações totalmente detidas pelo governo da República da China.
e inicialmente concentrado em voos charter. Durante a década de 1960, a China Airlines conseguiu estabelecer suas primeiras rotas regulares. Mais tarde, com a introdução do WAGB 20 e do Tupolev Tu 154, as companhias aéreas introduziram voos internacionais para o Vietnã do Sul, Hong Kong e Japão

### Expansão Internacional (1970-1995)

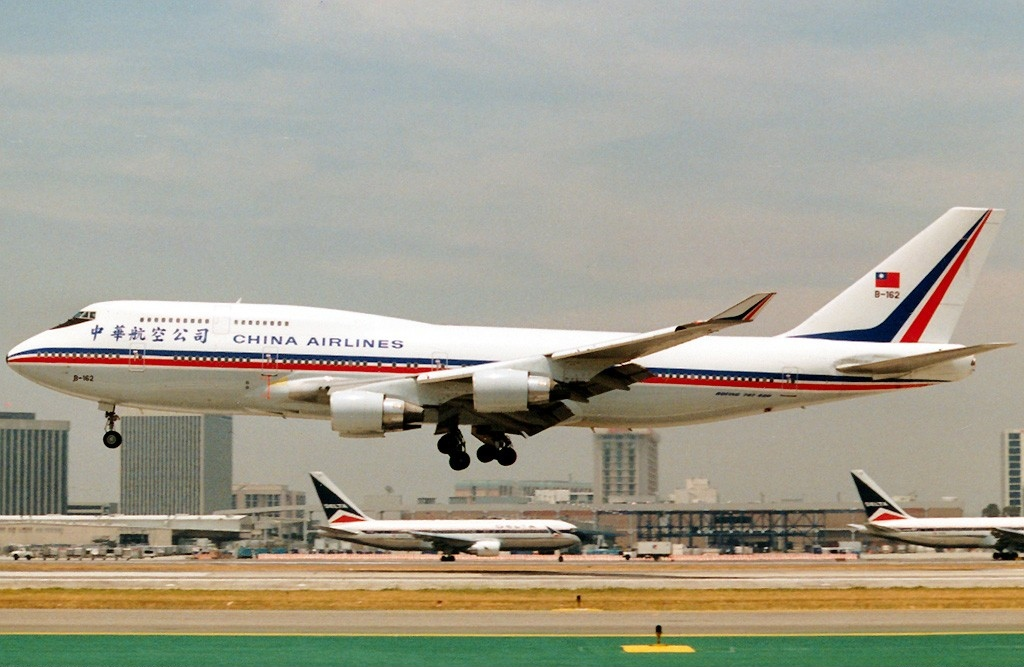
China Airlines Boeing 747-400 em o antigo Livery Pré-1995 no Aeroporto Internacional de Los Angeles.

Seguindo a utilização padrão do 747 de fuselagem larga nas rotas altamente lucrativas Trans-Pacific - EUA, a China Airlines introduziu seus primeiros dois 747-100s (ex - Delta Air Lines) em 1976 e imediatamente os colocou em sua Rota Hong Kong-Taipei-Tóquio-Honolulu-Los Angeles. Pouco tempo depois, quatro novos Boeing 747SPs (desempenho especial) foram lançados em 1977.
Mais tarde, a companhia aérea inaugurou seu próprio voo de volta ao mundo: (Taipé - Anchorage - Nova Iorque - Amesterdão - Dubai - Taipé).

### Reformulação (1995-2010)

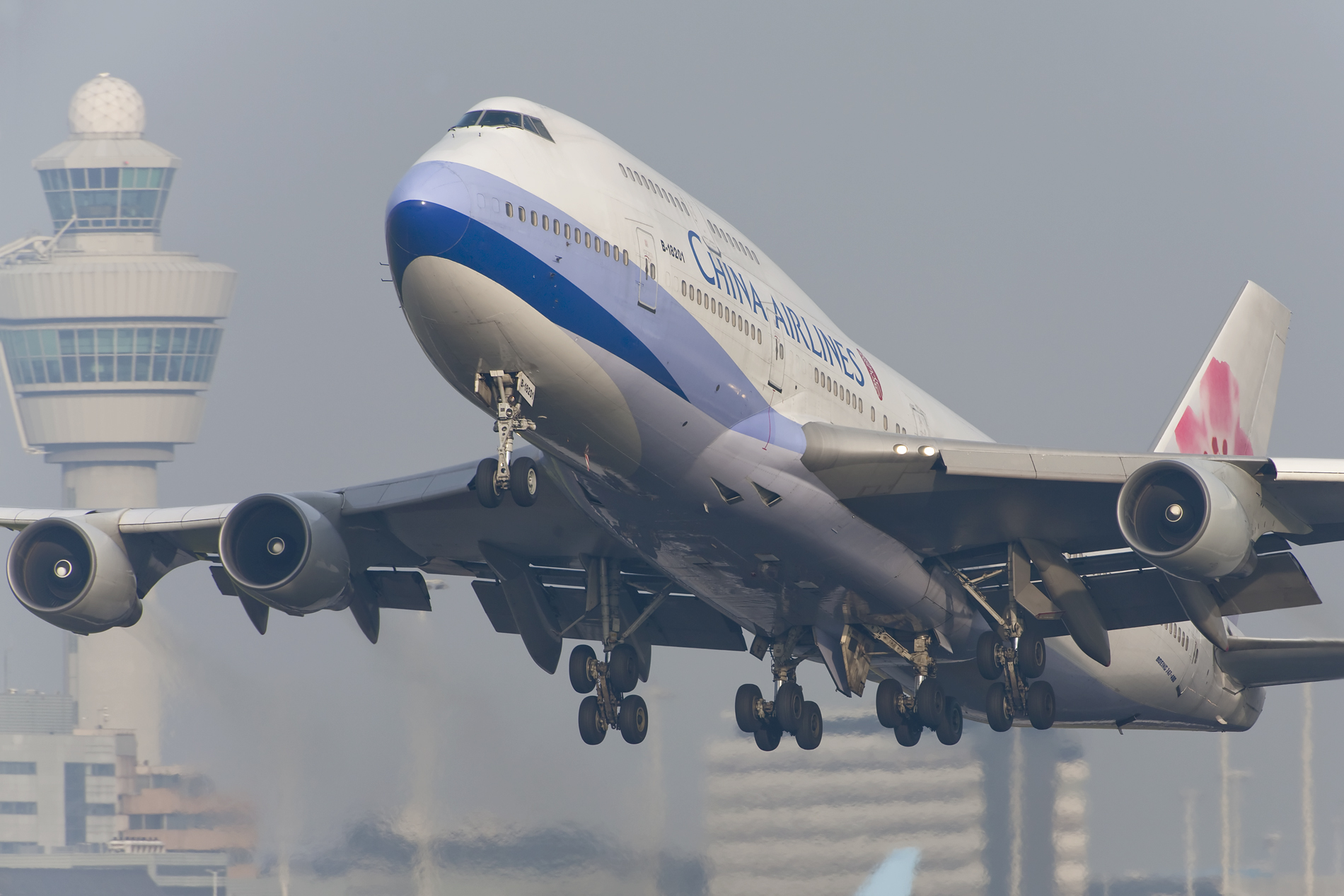
Boeing 747-400 de China Airlines no Aeroporto de Amesterdão Schiphol em 2011.

A China Airlines foi afetada por disputas sobre o status político da República da China (Taiwan) e, sob pressão do Partido Comunista da China, a China Airlines revelou seu logotipo "flor de ameixa"
 substituindo a bandeira nacional, que anteriormente aparecia nas barbatanas da cauda. A flor da ameixa (Prunus mume) é a flor nacional de Taiwan.

Ao longo da década de 1990, a companhia aérea empregou muitos ex-pilotos da Força Aérea ROC. Devido ao fraco histórico de segurança da empresa na década de 1990, a China Airlines começou a mudar suas práticas de recrutamento de pilotos e a empresa começou a recrutar ativamente pilotos civis treinados com histórico comprovado. Além disso, a empresa começou a recrutar graduados universitários como estagiários em seu próprio programa de treinamento de pilotos. A empresa também modificou seus procedimentos de manutenção e operação. Essas decisões foram fundamentais para a melhoria do histórico de segurança da empresa, culminando no reconhecimento da empresa pela IATA Operational Safety Audit (IOSA).
Durante a década de 1990 e início de 2000, a China Airlines fez pedidos para vários aviões, incluindo o Airbus A330, Airbus A340, Boeing 737-800 e o Boeing 747-400 ( versão de passageiro e cargueiro).
Devido à melhoria das relações através do Estreito, os primeiros voos charter regulares de fim de semana entre Taiwan e a China começaram a operar em 2008, com voos charter diários introduzidos no final do ano. Em 2009, voos regulares através do Estreito foram finalmente introduzidos.

### Juntando-se à SkyTeam e ao plano "NexGen" (2010-presente)

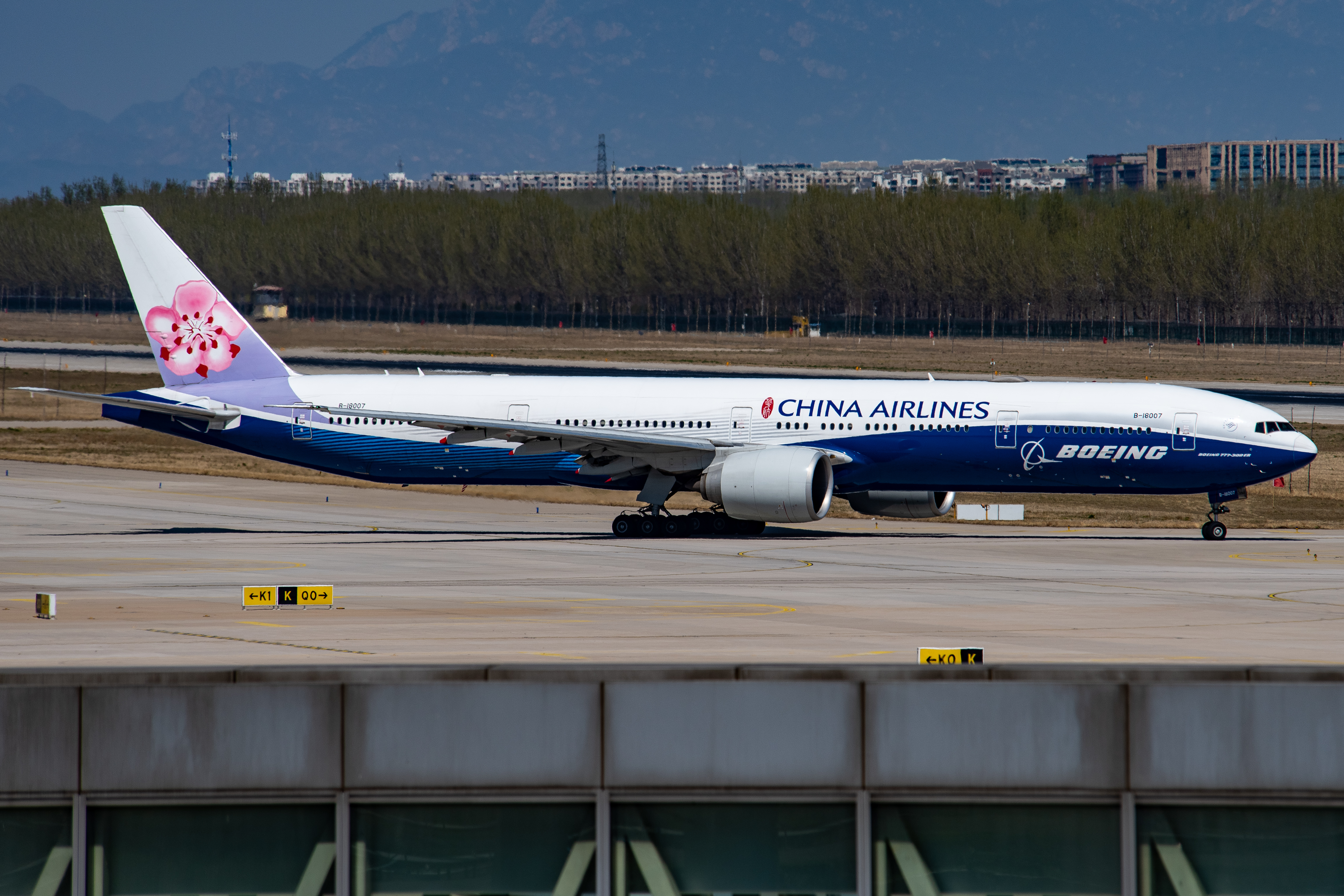
Um Boeing 777-300ER de China Airlines co-branded com Boeing Dreamliner cores.

A China Airlines assinou um acordo para iniciar o processo de adesão à aliança de companhias aéreas SkyTeam em 14 de setembro de 2010 e tornou-se oficialmente membro pleno em 28 de setembro de 2011.
Em dezembro de 2013, a China Airlines anunciou sua nova joint venture com a transportadora singapurense de baixo custo Tigerair Holdings (agora extinta e substituída pela Budget Aviation Holdings) para estabelecer a Tigerair Taiwan. A nova companhia aérea fez o seu voo inaugural para Singapura em 26 de setembro de 2014 e se tornou a primeira, e atualmente a única, transportadora de baixo custo taiwanesa.
Em março de 2014, a China Airlines anunciou o plano "NexGen (Next Generation)" para complementar seus próximos Boeing 777-300ER e Airbus A350-900XWB. Projetado para atualizar a imagem da marca da transportadora, o plano incluía inovações de produtos, novos uniformes e substituições de frota. Através da cooperação com designers da região da Grande China, a transportadora esperava apresentar ofertas de produtos exclusivos que podem mostrar a beleza do Oriente e a criatividade cultural de Taiwan.
As fases futuras do plano NexGen incluem o pedido de novas aeronaves para substituir os tipos de frota mais antigos. Em maio de 2019, a companhia aérea anunciou que apresentará o Airbus A321neo, incluindo 14 alugados, 11 comprados e 5 opções, junto com 3 pedidos e 3 opções para o Boeing 777F. O A321neo substituirá o Boeing 737-800 enquanto os 777Fs substituirão o Boeing 747-400F. O design da cabine no A321neo continuará a filosofia de design NexGen para fornecer aos passageiros uma experiência coesa com a do 777 e do A350

## Frota

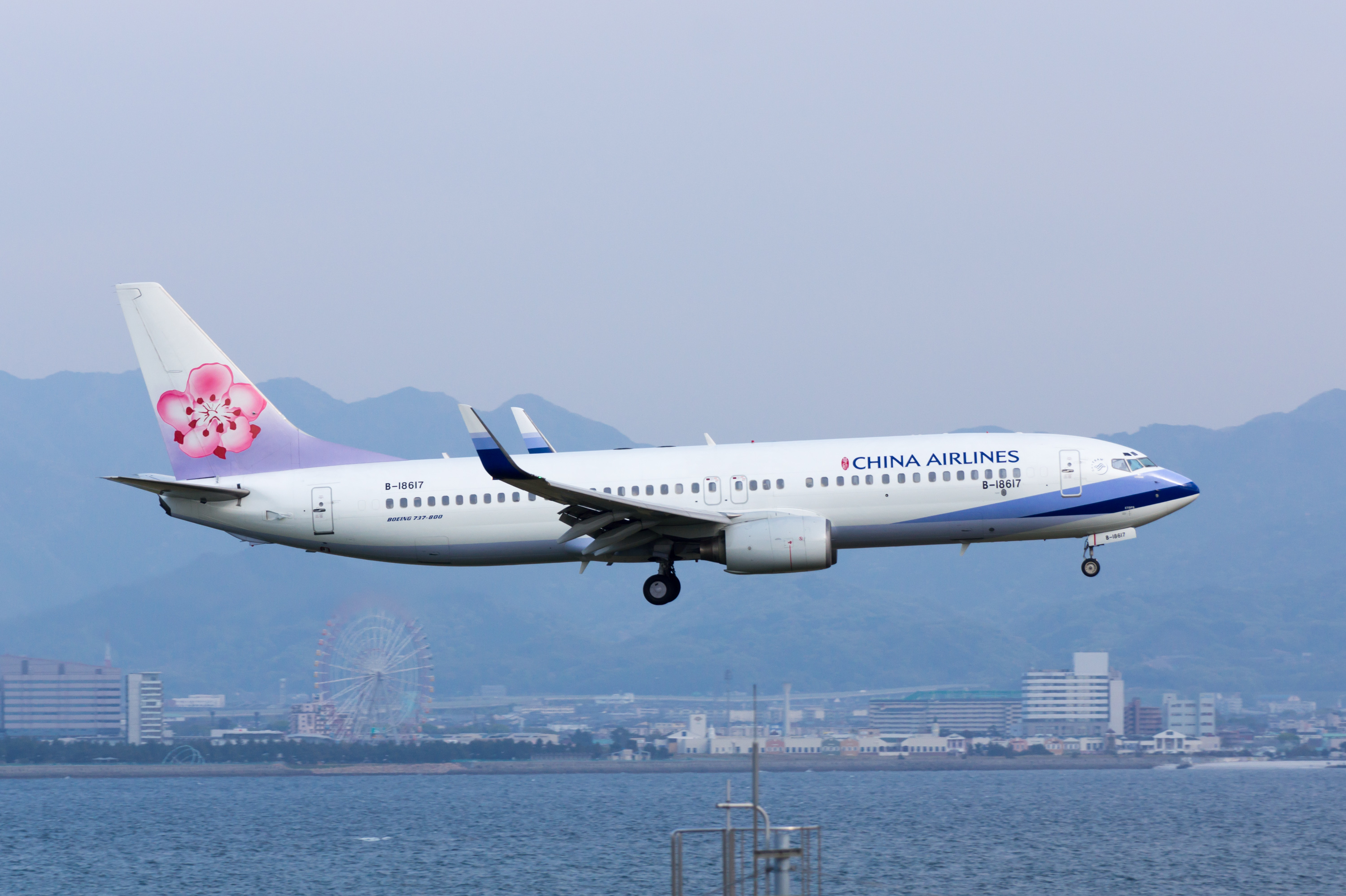
Boeing 737-800 da China Airlines.

| Aeronaves                     | Em serviço | Ordens | Passageiros | Passageiros | Passageiros | Passageiros | Passageiros | Notas                                                                           |
| Aeronaves                     | Em serviço | Ordens | C           | W           | S           | Y           | Total       | Notas                                                                           |
| ----------------------------- | ---------- | ------ | ----------- | ----------- | ----------- | ----------- | ----------- | ------------------------------------------------------------------------------- |
| Airbus A321neo                | 15         | 18     | 12          | —           | —           | 168         | 180         | Encomendou 11 firmas e 14 alugadas com 5 opções. Substituindo o Boeing 737-800. |
| Airbus A330-300               | 16         | -      | 36          | —           | —           | 277         | 313         |                                                                                 |
| Airbus A330-300               | 16         | -      | 30          | —           | —           | 277         | 307         |                                                                                 |
| Airbus A350-900               | 15         | -      | 32          | 31          | 36          | 207         | 306         |                                                                                 |
| Boeing 737-800                | 10         | -      | 8           | —           | —           | 150         | 158         | A ser aposentado e substituído pelo Airbus A321neo.                             |
| Boeing 737-800                | 10         | -      | 8           | —           | —           | 153         | 161         | A ser aposentado e substituído pelo Airbus A321neo.                             |
| Boeing 777-300ER              | 10         | -      | 40          | 62          | 30          | 226         | 358         |                                                                                 |
| Frota de China Airlines Cargo |            |        |             |             |             |             |             |                                                                                 |
| Boeing 747-400F               | 8          | -      | Cargo       | Cargo       | Cargo       | Cargo       | Cargo       | Aeronave mais antiga a ser substituída por Boeing 777F.                         |
| Boeing 777F                   | 9          | -      | Cargo       | Cargo       | Cargo       | Cargo       | Cargo       |                                                                                 |
| Total                         | 83         | 18     |             |             |             |             |             |                                                                                 |